# St. Martin (Langengeisling)

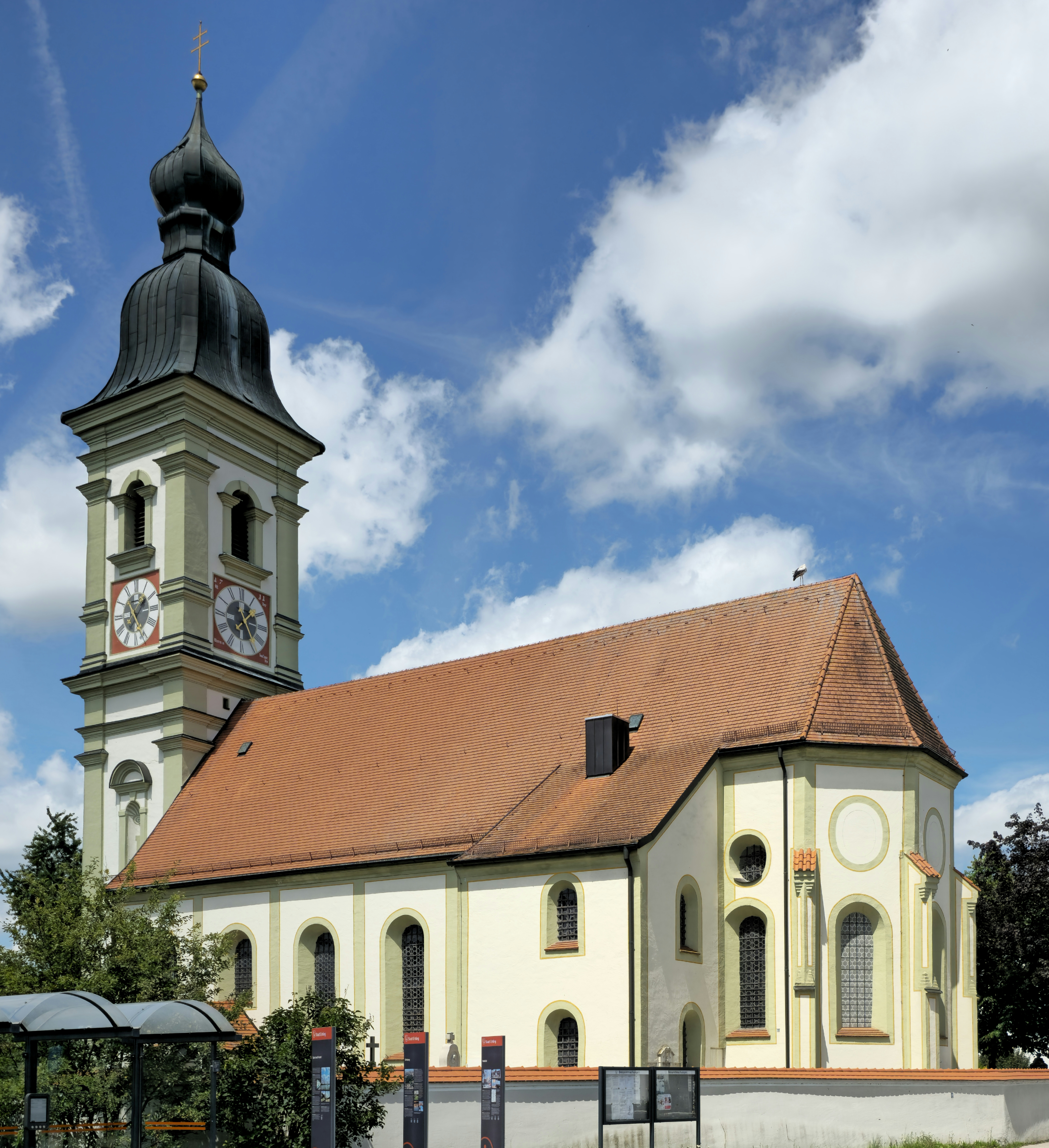
St. Martin in Langengeisling

Innenansicht

Die römisch-katholische Pfarrkirche St. Martin steht in Langengeisling, einem Gemeindeteil der Stadt Erding im oberbayerischen Landkreis Erding. Das Bauwerk ist in der Liste der Baudenkmäler in Erding als Baudenkmal unter der Nr. D-1-77-117-80 eingetragen. Die Kirche gehört zum Erzbistum München und Freising.

## Beschreibung
Das Langhaus der spätgotischen Saalkirche wurde 1667 abgebrochen und nach einem Entwurf von Hans Kogler erweitert wieder aufgebaut. Die Kirche besteht aus dem fünfjochigen Kirchenschiff, dem eingezogenen, von Strebepfeilern gestützten Chor mit Fünfachtelschluss im Osten, der Sakristei mit einem darüber liegenden Oratorium an der Südwand des Chors und dem 1710 erneuerten Kirchturm im Westen. Das oberste Geschoss des mit Pilastern an den Ecken gegliederten, von einer Welschen Haube bedeckten Turms enthält die Turmuhr und den Glockenstuhl.
Der Innenraum des Langhauses ist mit einem Tonnengewölbe überspannt. Der Stuck wurde von Johann Anton Pader eingebracht. Die Deckenmalerei hat 1767 Martin Heigl mit einer Legende über Martin von Tours gestaltet. Der 1746 aufgestellte Hochaltar wird von den Skulpturen des Simon Petrus und des Jakobus des Älteren flankiert. Das Altarretabel stammt von den Erdinger Künstlern Johann Michael Eckert (Kistler) und Johann Michael Hiernle (Bildhauer), und das den Kirchenpatron zeigende Altargemälde wurde von Johann Sebastian Degler geschaffen. Von denselben Künstlern stammen auch die beiden Seitenaltäre. Vom Dorfener Matthias Fackler und Christian Jorhan dem Älteren wurden der Tabernakel des Hochaltars und die Kanzel erstellt. Das gegenüber der Kanzel angebrachte Kruzifix und eine Mater Dolorosa wurden ebenfalls von Jorhan geschaffen.

## Orgel

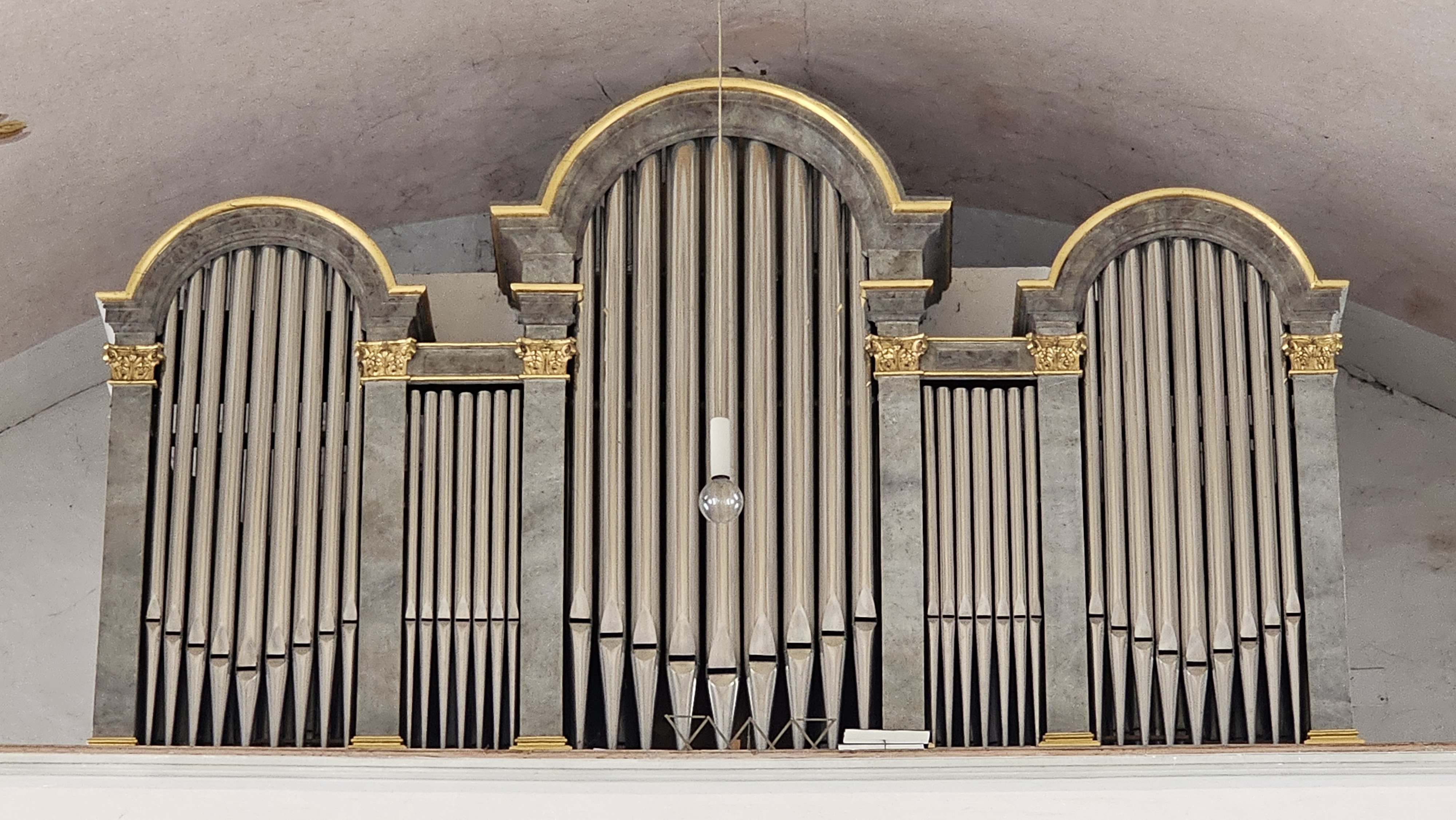
Orgel

Die rein mechanische Schleifladen-Orgel mit 14 Registern auf zwei Manualen und Pedal wurde von Georg Beer im Jahr 1871 mit einem neubarocken Prospekt erbaut. Das Instrument wurde 1965 von Anton Staller umgebaut und dabei das Klangbild aufgehellt. Im Zuge dieser Maßnahmen erhielt das Werk einen freistehenden Spieltisch. Die heutige Disposition lautet:
| I Manual C–g3 |       |       |
| Prinzipal     | 8′    |       |
| Rohrflöte     | 8′    | (neu) |
| Octav         | 4′    |       |
| Kleingedackt  | 4′    | (neu) |
| Nasat         | 2 ⁄3′ | (neu) |
| Hohlflöte     | 2′    | (neu) |
| Mixtur IV     | 1 ⁄3′ |       |

| II Manual C–g3 |          |       |
| Gedackt        | 8′       |       |
| Salicional     | 8′       |       |
| Koppelflöte    | 4′       |       |
| Prinzipal      | 2′       |       |
| Quartan        | 1 ⁄3′+1′ | (neu) |

| Pedal C–f1 |     |
| Subbaß     | 16′ |
| Octavbaß   | 8′  |

- Koppeln: II/I, I/P, II/P